# Sunčana Škrinjarić
Sunčana Škrinjarić (Zagreb, 11. prosinca 1931. – Zagreb, 21. travnja 2004.), hrvatska književnica.

## Životopis
Sunčana Škrinjarić bila je književnica istančana senzibiliteta i bujne mašte. Dječja proza nije joj tendenciozna ni didaktički nametljiva, a gotovo jedina je u hrvatskoj književnosti nakon Ivane Brlić-Mažuranić prihvatila bajku kao oblik iznošenja svoje vizije djetinjstva.
Proza spisateljice odlikuje se maštom i sugestivnim jezikom. Svoje djetinjstvo u metafori spominje u mnogim svojim djelima bez obzira na to što ono nije bilo lijepo. Napisala je više djela, a među njima su najpoznatije “Kaktus bajke”, “Pisac i vrijeme”, “Slikar u šumi”, “Pisac i princeza”, “Ulica predaka” i “Kazališna kavana”. Pisala je i igrokaze. Njene priče, uvijek zanimljive i maštovite, često su služile kao scenarističke podloge za filmove i televizijske serije. Autorica je scenarija za prvi hrvatski dugometražni crtani film Čudesna šuma.
Svijet Sunčane Škrinjarić mogli bismo označiti poetskom bajkom, u kojoj slobodno djeluju ljudi, stvari i pojave. Svijet je to kojemu je granice (ili bezgraničnost) odredila pjesnička mašta, a pokrenula drevna mudrost bajki.
Dobitnica je nagrade za književnost Grigor Vitez 1970., 1978. i 1983. godine, a 1981. dobila je nagradu “Ivana Brlić-Mažuranić”. Njezina knjiga “Ulica predaka” predstavljala je Hrvatsku na Međunarodnoj izložbi “Mir, sloboda i tolerancija” u Münchenu. 
Djela Sunčane Škrinjarić prevedena su na litavski, mađarski, slovenski i druge jezike. Godine 1999. bila je nominirana za najprestižniju svjetsku nagradu za književnost za djecu i mlade “Hans Christian Andersen”, poznatu i kao "Mali Nobel".
Preminula je 2004. godine u 73. godini života.
Dana 11. prosinca 2015. Google Doodle je ilustracijom na Google tražilici obilježio 84. godišnjicu njezina rođenja.

## Vanjske poveznice
- Škrinjarić, Suzana Hrvatska enciklopedija. LZMK (životopis)
- Matica.hr / Vijenac – Sjećanje: Sunčana Škrinjarić  Arhivirana inačica izvorne stranice od 13. siječnja 2019. (Wayback Machine)
- IMDB Čudesna šuma